# ×Astrolista
×Astrolista je hibridni rod jednosupnica iz porodice čepljezovki. Jedina vrsta je × A. bicarinata iz južnoafričke provincije Western Cape, formule Astroloba corrugata × Tulista pumila.
Po životnom obliku je sukulentni hamefit.
Rod je opisan 2017.

## Sinonimi
- Aloe ×bicarinata (Haw.) Spreng.
- Apicra ×bicarinata Haw.
- Apicra ×skinneri A.Berger
- Astroloba bicarinata (Haw.) Uitewaal
- Astroloba ×skinneri (A.Berger) Uitewaal
- ×Astroworthia bicarinata (Haw.) G.D.Rowley
- ×Astroworthia bicarinata nothovar. skinneri (A.Berger) G.D.Rowley
- ×Astroworthia skinneri (A.Berger) Pilbeam
- Haworthia ×bicarinata (Haw.) Parr
- Haworthia olivettiana Parr
- Haworthia ×skinneri (A.Berger) Resende
- Tulista ×bicarinata (Haw.) G.D.Rowley